# El Morche
El Morche es una localidad española del municipio de Torrox, en la provincia de Málaga, comunidad autónoma de Andalucía, ubicada junto a la costa mediterránea. La población se extiende desde los límites del río Güi hasta la casa de los balcones, ocupando una gran extensión en la que se encuentran, entre otros, los núcleos de La Carraca, Los Llanos o la Generación del 27.

## Ubicación
Se trata de un núcleo de población perteneciente al término municipal de Torrox, en la provincia de Málaga (Andalucía). La localidad cuenta con una extensa playa y un paseo marítimo a ambos lados del  Arroyo Manzano. Está situada en la costa, a unos 40 kilómetros al este de la capital provincial, siendo accesible desde la autovía del Mediterráneo y la N-340.
Al oeste se encuentra Lagos (municipio de Vélez-Málaga), al sur el mar Mediterráneo, al este la localidad de Torrox-Costa y al norte la localidad de Torrox.

## Demografía
En 2019 su población ascendía a 2322 habitantes. Estadísticamente, de acuerdo al padrón continuo por unidad poblacional del Instituto Nacional de Estadística, el núcleo de población de El Morche está incluido dentro de la entidad singular de población de Torrox-Costa.

## Patrimonio
- Torre de El Morche o Güi: es uno de los monumentos más destacados de este núcleo. Se encuentra cerca de la carretera N-340 y del barranco de Güi, de ahí su nombre. Se construyó antes de 1497. Su altura es de nueve metros y aún se pueden apreciar algunos dibujos mudéjares sobre la superficie. A partir de 1998 se restauró debido a que contaba con grandes desperfectos.
- Iglesia de Santiago el Mayor: se construyó en 1947 con la ayuda de los habitantes que querían un templo para el culto en esa parte del pueblo. Cada uno aportaba lo que estaba a su alcance, por ejemplo; materiales, donativos, mano de obra, vigilancia, etc., hasta que se pudo inaugurar en los años 50, convirtiéndose en el edificio más alto de El Morche en esa época. Posteriormente fue demolida y sobre la base de la antigua iglesia de levantó la iglesia de Santiago Apóstol, construida en 2007. En ella se encuentra la venerada Virgen del Carmen que sale en procesión en el mes de agosto durante la celebración de la Feria de El Morche.